# Комсомольский (Скопин)
Комсомо́льский — микрорайон города Скопина Рязанской области, расположенный в 14 километрах к юго-западу от него. Население — 640 человек.

## История
Возник как шахтёрский посёлок в 1932 году. В разные годы в черте населённого пункта и его окрестностях располагались шахты Подмосковного угольного бассейна — № 1 (Северная), 6, 44, 45, 46, 48 и другие. В последнее воскресение августа 2002 года посёлок отметил своё 70-летие. С 2004 года — микрорайон города Скопин.

## Географическое положение
Микрорайон расположен к юго-западу от Скопина и окружён населёнными пунктами Скопинского района. Двумя километрами севернее находится село Пупки, восточнее (в 3 км) — село Секирино, южнее (в 3,5 км) — бывшая деревня Кочугурки, юго-западнее (в 4,5 км) — село Князево, западнее (в 3 км) — сёла Петрушино и Велемья.

## Учреждения
Музей истории Подмосковного угольного бассейна;
Колония-поселение № 4 России по Рязанской области.

## Транспорт
Осуществляется регулярное движение маршрутных такси до автовокзала г. Скопина.